# Quetecsaurus rusconii
Quetecsaurus rusconii ("ještěr z lokality Quetec") je druh titanosaurního sauropodního dinosaura, žijícího v období svrchní křídy (stupeň turon, asi před 94 až 90 miliony let) na území dnešní západní Argentiny (provincie Mendoza).

## Objev
Zkameněliny tohoto sauropodního dinosaura byly objeveny v jílovcových sedimentech souvrství Cerro Lisandro na území pánve Neuquén (lokalita Cañada del Pichanal). Formálně druh Q. rusconii popsala dvojice argentinských paleontologů Bernardo González Riga a Leonardo Ortiz David v roce 2014. Je znám pouze holotyp (UNCUYO-LD-300), představující nekompletní fragmentární kostru (sestávající z fragmentů lebky, obratlů, žeber a částí kostry končetin).

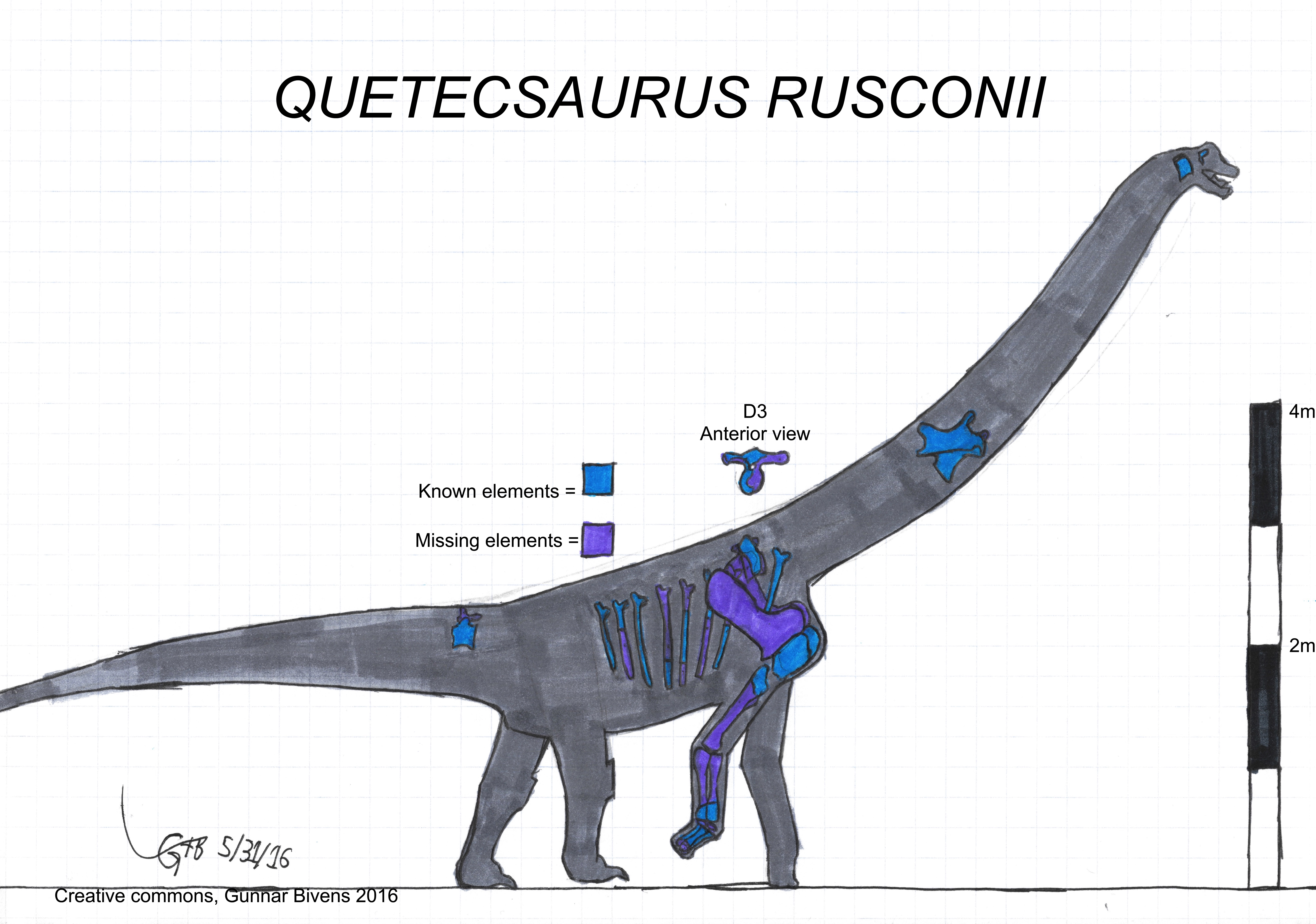
Quetecsaurus rusconii - zobrazení velikosti a dochovaných části kostry

## Popis
Stejně jako příbuzné druhy byl i Quetecsaurus relativně robustním čtyřnohým býložravcem s dlouhým krkem, sloupovitými končetinami, dlouhým ocasem a mohutným soudkovitým trupem. Hlava byla relativně malá, zuby kolíkovité. Na poměry sauropodů šlo spíše o menší druh, který zřejmě dosahoval délky kolem 15 metrů a hmotnosti asi do 15 tun.

## Zařazení
Fylogenetická analýza ukázala, že tento sauropod patřil do kladu Lognkosauria a mezi jeho nejbližší příbuzné patřily rody Futalognkosaurus a Mendozasaurus.